# Sinanüddin Fakih Yusuf Bajá
Sinanüddin Fakih Yusuf Pasha fue un estadista otomano. Fue el gran visir del Imperio otomano de 1349 a 1364. Fue el último gran visir del sultán del Imperio otomano Orhan I y el primer gran visir de Murad I.
Una inscripción de 1360 menciona a Sinanüddin Fakih Yusuf y menciona que era hijo de Muslihuddin Musa y el nieto de Mecdüddin İsa. De esta inscripción se deduce que era un Ahí que sirvió como burócrata.
Después de su muerte, el antiguo cadilesker Çandarlı Halil Pasha el Viejo se convirtió en gran visir, dando comienzo a la " Era Çandarlı" del Imperio otomano, donde miembros de la familia Çandarlı ocuparon varias veces el puesto de gran visir, teniendo un gran poder.